# Heinz Schmidt (1919–1966)
Heinz Schmidt (ur. 26 października 1919 w Berlinie, zm. 29 sierpnia 1966 tamże) – mieszkaniec Berlina Zachodniego i ofiara śmiertelna Muru Berlińskiego zastrzelona przez żołnierzy wojsk granicznych NRD wskutek uznania tejże za uciekiniera z NRD.

## Życiorys
Do 1962 r. Heinz Schmidt mieszkał wraz z żoną i trójką dzieci w zachodnioberlińskim okręgu Wedding. Z powodu postępującego schorzenia psychicznego stał się bezrobotny i popadł w problem alkoholowy, przez co na mocy orzeczenia sądu rejonowego jeszcze w tym samym roku przydzielono mu wykwalifikowanego opiekuna. Po kilkuletniej separacji w 1966 r. ostatecznie rozwiódł się z żoną, zamieszkując odtąd w znajdującym się w jego dzielnicy ośrodku dla bezdomnych. W związku z drobnymi przewinieniami wielokrotnie popadał w konflikt z prawem. W 1965 r. przekroczył nielegalnie przebiegającą przez most Oberbaumbrücke granicę pomiędzy sektorami powróciwszy jednak bez jakichkolwiek konsekwencji do Berlina Zachodniego.
29 sierpnia 1966 r. odwiedził urząd pomocy socjalnej w celu pobrania zasiłku. Po owej bezskutecznej wizycie spotkał się z ojcem, po czym udał się do portu Nordhafen. Znalazłszy się tam rozebrał się, po czym wskoczył do koryta kanału Berlin-Spandauer Schifffahrtskanal. Nie zważając na ostrzegawcze krzyki przechodniów oraz nieświadom faktu, iż powierzchnia wody należała w niniejszym miejscu w całości do terytorium Berlina Wschodniego, zaczął płynąć w kierunku przeciwległego brzegu. Pełniący nieopodal służbę żołnierze wojsk granicznych NRD odkryli pływającego oddając początkowo strzał ostrzegawczy, wkrótce potem strzelając jednak kilkakrotnie już w kierunku jego osoby z posterunku na Cmentarzu Inwalidów. Schmidt płynął mimo tego nieprzerwanie w kierunku wschodniego nabrzeża kanału, po którego osiągnięciu usiłował szukać schronienia za znajdującą się bezpośrednio przy murze rampą przeładunkową. Przybyli na miejsce zaalarmowani zachodnioberlińscy policjanci nawoływali mężczyznę do pozostania w ukryciu. Schmidt wskoczył jednak z powrotem do wody, usiłując ponownie dopłynąć do zachodniego nabrzeża i zostając przy tym trafiony pięcioma pociskami strzelających żołnierzy. Mężczyzna zdołał osiągnąć jednak terytorium Berlina Zachodniego – około godziny 13.45 wyłowiony został przez tamtejszą straż pożarną i zabrany natychmiast do szpitala Rudolf-Virchow-Krankenhaus, gdzie stwierdzono jego śmierć. Zwłoki pochowano 8 września na cmentarzu St. Pauli-Friedhof w okręgu Wedding.
Zdarzenie nie uszło uwadze wielu mieszkańców Berlina Zachodniego, odnotowano pojedyncze trafienia w umocnienia muru, samochód oraz jedno z mieszkań. Rzecznik Senatu sklasyfikował przypadek jako szczególnie tragiczny, okrutny i nieludzki, strzały potępili wszyscy trzej dowodzący poszczególnymi sektorami dowódcy wojsk alianckich. Incydent opisano także szczegółowo w zachodnioberlińskiej prasie, naczelny organ prasowy Niemiec Wschodnich Neues Deutschland informował z kolei o zamierzonej prowokacji przeciwko NRD.

## Następstwa
Trzech strzelających żołnierzy NRD odznaczonych zostało w nagrodę odznaką pochwalną, innego uhonorowano Medalem za przykładną służbę graniczną. Władze Berlina Zachodniego wniosły z kolei oskarżenie przeciwko obserwującym przypadek policjantom, zarzucając im nieudzielenie pomocy poprzez niezagwarantowanie Schmidtowi niezbędnej osłony ogniowej. Postępowanie zostało niedługo potem umorzone. Po zjednoczeniu Niemiec wszczęto postępowanie przeciwko strzelającym żołnierzom, które zakończono bez jakiegokolwiek rezultatu. Z dostępnych akt władz NRD nie udało się bowiem jednoznacznie ustalić sprawcy śmiertelnych strzałów, podejrzani strzelający odmówili z kolei składania zeznań.